# Vanessa largomarginata
Vanessa largomarginata är en fjärilsart som beskrevs av Groenendijk 1966. Vanessa largomarginata ingår i släktet Vanessa och familjen praktfjärilar. Inga underarter finns listade i Catalogue of Life.